# Lancaster (Misuri)
Lancaster es una ciudad ubicada en el condado de Schuyler en el estado estadounidense de Misuri. En el Censo de 2010 tenía una población de 728 habitantes y una densidad poblacional de 188,52 personas por km².

## Geografía
Lancaster se encuentra ubicada en las coordenadas 40°31′35″N 92°31′54″O / 40.52639, -92.53167. Según la Oficina del Censo de los Estados Unidos, Lancaster tiene una superficie total de 3.86 km², de la cual 3.85 km² corresponden a tierra firme y (0.34%) 0.01 km² es agua.

## Demografía
Según el censo de 2010, había 728 personas residiendo en Lancaster. La densidad de población era de 188,52 hab./km². De los 728 habitantes, Lancaster estaba compuesto por el 98.21% blancos, el 0% eran afroamericanos, el 0% eran amerindios, el 0.55% eran asiáticos, el 0% eran isleños del Pacífico, el 0.14% eran de otras razas y el 1.1% pertenecían a dos o más razas. Del total de la población el 0.69% eran hispanos o latinos de cualquier raza.